# 京都市立桂小学校
京都市立桂小学校（きょうとしりつ かつらしょうがっこう）は、京都府京都市西京区にある公立小学校。なお、かつて同所にあった葛野郡第二高等小学校についても解説する。

## 沿革

### 桂林館
- 1872年（明治4年）12月 - 千光寺を校舎として創設。

### 桂村尋常小学校
- 1889年（明治22年） - 桂林館を桂村尋常小学校に改称。

### 葛野郡第二高等小学校[1]
- 1901年（明治34年）- 桂村、京極村、松尾村、川岡村の四ヶ村組合立として開設。
- 1906年（明治39年）- 村立農業補修学校を併設。
- 1909年（明治42年）- 各校に高等科を分離併設し廃校。

### 桂尋常高等小学校
- 1909年（明治42年）12月
  - 桂村尋常小学校を葛野郡第二高等小学校跡に移転。
  - 高等科の設置に伴い桂村尋常小学校から改称。
- 1934年（昭和9年）9月 - 室戸台風で校舎が損壊。
- 1935年（昭和10年）6月 - 京都大水害で校舎に被害[2]。

### 桂国民学校
- 1941年（昭和16年）4月 - 国民学校令により改称。

### 京都市立桂小学校
- 1947年4月 - 学制改革により改称
- 1967年5月 - プール竣工
- 1968年9月 - 府立女専跡に東分校が設置される。
- 1969年4月 - 東分校が独立校化し、京都市立桂東小学校として開校。
- 1976年4月 - 上野西町に北分校が設置される。
- 1977年4月 - 北分校が独立校化し、京都市立桂川小学校として開校。
- 1979年4月 - 南校舎、東校舎竣工
- 1985年4月 - 徳町寺町に北分校が設置される。
- 1986年4月 - 北分校が独立校化し、京都市立桂徳小学校として開校。

## 主な進学先
- 京都市立桂中学校

## 学校の周辺
- 阪急電鉄 桂車庫

## 交通
- 阪急京都線 桂駅下車

## 通学区域が隣接している学校
- 京都市立桂川小学校
- 京都市立桂徳小学校
- 京都市立桂東小学校
- 京都市立川岡小学校
- 京都市立樫原小学校
- 京都市立松陽小学校